# Michael Karpovich
Michael Karpovich (Tiflis, 1888–Cambridge, 1959) fue un profesor e historiador estadounidense de origen ruso.

## Biografía
Nacido en la ciudad georgiana de Tiflis el 3 de agosto de 1888 y miembro del cuerpo diplomático del Gobierno provisional ruso que surgió de la Revolución de Febrero, en 1917, ejerciendo como tal llegó a los Estados Unidos. Fue profesor en Harvard entre 1927 y 1957, universidad en la que alcanzó la cátedra de Literatura e Idiomas Eslavos en 1949.
Karpovich destacó principalmente en el aspecto docente y no tanto en la publicación. Autor de Imperial Russia, 1801-1917 (1932); se encargó también de una reedición de Outlines of Russian Culture de Pável Miliukov. Falleció en Cambridge, estado de Massachusetts, el 7 de noviembre de 1959.